# نفوذ بد (فیلم)
نفوذ بد یا هم‌نشین بد (به انگلیسی: Bad Influence) فیلمی محصول سال ۱۹۹۰ و به کارگردانی کرتیس هنسن است. در این فیلم بازیگرانی همچون راب لو، جیمز اسپیدر، لیسا زین، کریستین کلمنسون، مارسیا کراس، کاتلین ویلهویت، گرند ال. بوش، دیوید دوکاونی، جان دی لانسی، لیلیان شوان و روزالین لاندور ایفای نقش کرده‌اند.